# Popularia
I Popularia sono un gruppo musicale italiano di musica Jazz e Rock, nato a Napoli nel 1981.

## Storia
I Popularia, nascevano in un momento molto felice per le band cittadine. Fondati per iniziativa di Massimo Volpe e Roberto Ciscognetti, due musicisti provenienti dall'area orientale della città di Napoli (Barra e San Giorgio a Cremano, rispettivamente) il gruppo nella sua formazione originale comprendeva, oltre ai già citati Volpe e Ciscognetti, Gennaro Petrone, Salvatore Esposito, Franco Sansone e Massimo Cecchetti; il nome lasciava ad intendere uno stile supportato da strumenti tradizionali della cultura partenopea, quali il mandolino, la mandola e il mandoloncello, unito a numerose influenze jazz, fusion e rock. Il suono particolare e nuovo, reso tale dall'utilizzo di uno strumento come il mandolino utilizzato alla stessa maniera dei fiati nel jazz, rende il gruppo subito famoso nell'area napoletana, portandolo ad un'intensa attività concertistica unita alla collaborazione con alcuni importanti nomi della musica napoletana all'epoca emergenti, quali Pino Daniele, partecipando anche al Montreux Jazz Festival nel 1983, divenendo una delle figure portanti del Neapolitan Power. Solo un anno dopo veniva dato alle stampe il loro album Popularia (1984).
Un anno dopo l'uscita del 45 giri Barra (sul cui retro figurava Naina Na) e del mix con la nuova versione del brano che sarà utilizzata qualche anno dopo come sigla del filmato di presentazione dei Mondiali di Calcio del 1990. Nel 1984 si aggiunge in maniera stabile la presenza di Peppe Sannino alle percussioni, mentre un anno dopo c'è l'avvicendamento di Sansone alla chitarra, sostituito da Michele Montefusco.
Tante le collaborazioni che hanno visto come protagonisti i Popularia, tra le altre quelle con nomi importanti della musica italiana ed internazionale quali Brian Auger, Chet Baker, Ray Charles, Billy Cobham, Joe Pass, Pino Daniele, Lucio Dalla, Nino Buonocore, Eduardo De Crescenzo, Tullio De Piscopo, Roberto De Simone, Tony Esposito, Enzo Gragnaniello, Mario Merola, Roberto Murolo, Lina Sastri.
Nel 1992 il gruppo, al completo, entra a far parte dell'Orchestra italiana voluta da Renzo Arbore, costituendone da subito l'ossatura principale, incidendo con essa ben nove album, di cui sei in studio ed uno live, seguiti poi da due raccolte. Questo progetto è poi seguito dall'Orchestra NapoliOpera, nel '99, composta oltre dagli Popularia, anche da Renato Marengo e Michael Pergolani, con i quali incidono L'Enciclopedia del pop-rock napoletano.

## Formazione
Attuale
- Salvatore Esposito: mandolino, cori (1981-presente)
- Massimo Volpe: tastiere, pianoforte, cori (1981-presente)
- Michele Montefusco: chitarra, cori (1985-presente)
- Massimo Cecchetti: basso, cori (1981-presente)
- Roberto Ciscognetti: batteria (1981-presente)
- Peppe Sannino: percussione, cori (1984-presente)

Ex-componenti
- Gennaro Petrone: voce, mandolino, mandola, mandoloncello, chitarra (1981-2014)
- Franco Sansone: chitarra, cori (1981-1985)

## Discografia
- 1984 - Popularia
- 1985 - Barra
- 1995 - Popularia 82/95
- 2003 - Cammell